# 巴音陶海苏木
巴音陶海苏木是中华人民共和国内蒙古自治区阿拉善盟额济纳旗下辖的一个苏木。2018年10月，内蒙古自治区人民政府批准额济纳旗设置巴音陶海苏木。

## 行政区划
巴音陶海苏木下辖以下村级行政区划单位：
玛尔兹嘎查。